# Pojistná matematika
Pojistná matematika je odvětví aplikované matematiky. Zabývá se především matematickým modelováním a také statistickým odhadem pojistných rizik (zejména škody na osobách nebo majetku), kalkulací ceny potřebné k převzetí těchto rizik (kalkulace pojistného), kalkulací požadovaných rezerv a vlastních zdrojů, controllingem včetně výkaznictví, řízením rizik a řízením struktury rozvahy.
Pojistná matematika je součástí aplikované matematiky a představuje důležitou oblast aplikace pro teorii pravděpodobnosti a statistiku. Za jejího zakladatele je považován Johan de Witt.